# ХудПромо
Галерея «ХудПромо» — це унікальний мистецький простір в Одесі, Україна, який спеціалізується на підтримці сучасного мистецтва, популяризації творчості місцевих художників і розвитку арт-сцени міста. Галерея проводить виставки, освітні заходи, лекції та майстер-класи, а також активно співпрацює з міжнародними митцями й культурними інституціями.

## Історія
Галерея була створена як ініціатива групи ентузіастів для підтримки авангардного мистецтва та інтеграції одеської арт-сцени у ширший культурний контекст. На момент заснування у 2000-х роках Одеса мала багаті мистецькі традиції, але бракувало платформ, де сучасні художники могли б представляти свої роботи. «ХудПромо» заповнила цю прогалину. Вона стала місцем, де поєднуються творчість, діалог і співпраця між митцями, глядачами та представниками арт-ринку.
На ранніх етапах свого існування галерея зосереджувалася на локальних проєктах, підтримуючи молодих художників. Пізніше вона почала розширювати свою діяльність, залучаючи митців з усієї України та з-за кордону.

## Діяльність
«ХудПромо» відома своїми виставковими та освітніми ініціативами, що охоплюють широкий спектр жанрів і напрямів мистецтва. Основні напрями діяльності галереї:

## Виставки
«ХудПромо» відома своїми виставковими та освітніми ініціативами, що охоплюють широкий спектр жанрів і напрямів мистецтва. Галерея організовує персональні та групові виставки українських і міжнародних художників, та займається публікацією каталогів, книг і буклетів, присвячених творчості митців.
Серед найвідоміших:
- Топ-10 сучасних художників Одеси
- «Білий дух/Whitespirit» Дмитра Дульфана — ретроспективна виставка, що супроводжувалася виданням каталогу робіт митця. Виставка привернула увагу до важливих тем, таких як пам’ять, духовність і пошук ідентичності.
- Dissociation
- Boutonniere
- Виставка Бібліотека пригод, Олександра Клименка занурює глядачів у світ, де мистецтво стає способом пізнання і самовираження. Його роботи натхненні класичною літературою, філософією та сучасними науковими концепціями. Художник майстерно поєднує у своїх творах елементи західної та східної культур, створюючи унікальні полотна, сповнені символізму та метафізичних сенсів.
- Виставка Олександра Ройтбурда, присвячена його творчим експериментам у жанрі концептуального живопису.
- Живопис. Гріхи та чесноти
- Жіноча жесть - спосіб долати труднощі, не втрачаючи почуття гумору, знаходити красу й естетику навіть у найбільш хвилюючих і гострих темах.
- Транскультура — проєкт художника Володимира Костирка націлений насамперед на виявлення і задіяння художнього жесту для демонстрації та акцентування необхідності свободи творчого мислення як такого.
- Наталині казки
- Топ 10 молодих художників Одеси - митець працює з Вічністю, але у своєму самотньому діалозі з епохою, володіючи відповідальністю та повноваженнями Творця, не має у своєму розпорядженні цілої вічності для вимірювання глибин ментального простору.
- Виставка Обережно, пофарбовано! Олександра Ройтбурда.

## Художники
Серед художників, які співпрацювали з галереєю «ХудПромо»:
- Дмитро Дульфан — один із провідних представників сучасного українського мистецтва.
- Олександр Ройтбурд — відомий одеський художник, чия творчість поєднує авангард і концептуалізм.
- Ігор Гусєв — український художник, поет, автор перформансів, фільмів, об'єктів та інсталяцій, учасник і організатор безлічі мистецьких акцій, лідер руху «Арт-рейдери», засновник андерграундної галереї «Норма».
- Анатолій Галашин — митець, який працює на стику живопису та графіки.
- Анатолій Ганкевич — автор сценаріїв, відо-арту, акцій та об`єктів.
- Лариса Звездочетова — одна із найсвоєрідніших представників легендарного одеського андеграунду першої половини 1980-х років.
- Олег (Харч) Харченко — український художник сучасного мистецтва, живописець, медіа-художник, колажист, перформер. Учасник багатьох міжнародних і національних мистецьких проектів.
- Василь Рябченко — український живописець, графік, фотохудожник, автор об'єктів та інсталяцій. Один із ключових художників сучасного українського мистецтва і «Нової української хвилі».

## Значення
Галерея «ХудПромо» стала ключовим елементом культурного ландшафту Одеси. Її діяльність спрямована на підтримку сучасного мистецтва, розвиток культурного діалогу та створення нових можливостей для митців. Галерея сприяє інтеграції Одеси в міжнародний арт-контекст, одночасно популяризуючи українське мистецтво у світі.